# Стереохроматизм

Блакитно-червоний контраст демонструє ефект сприйняття стереохроматизму

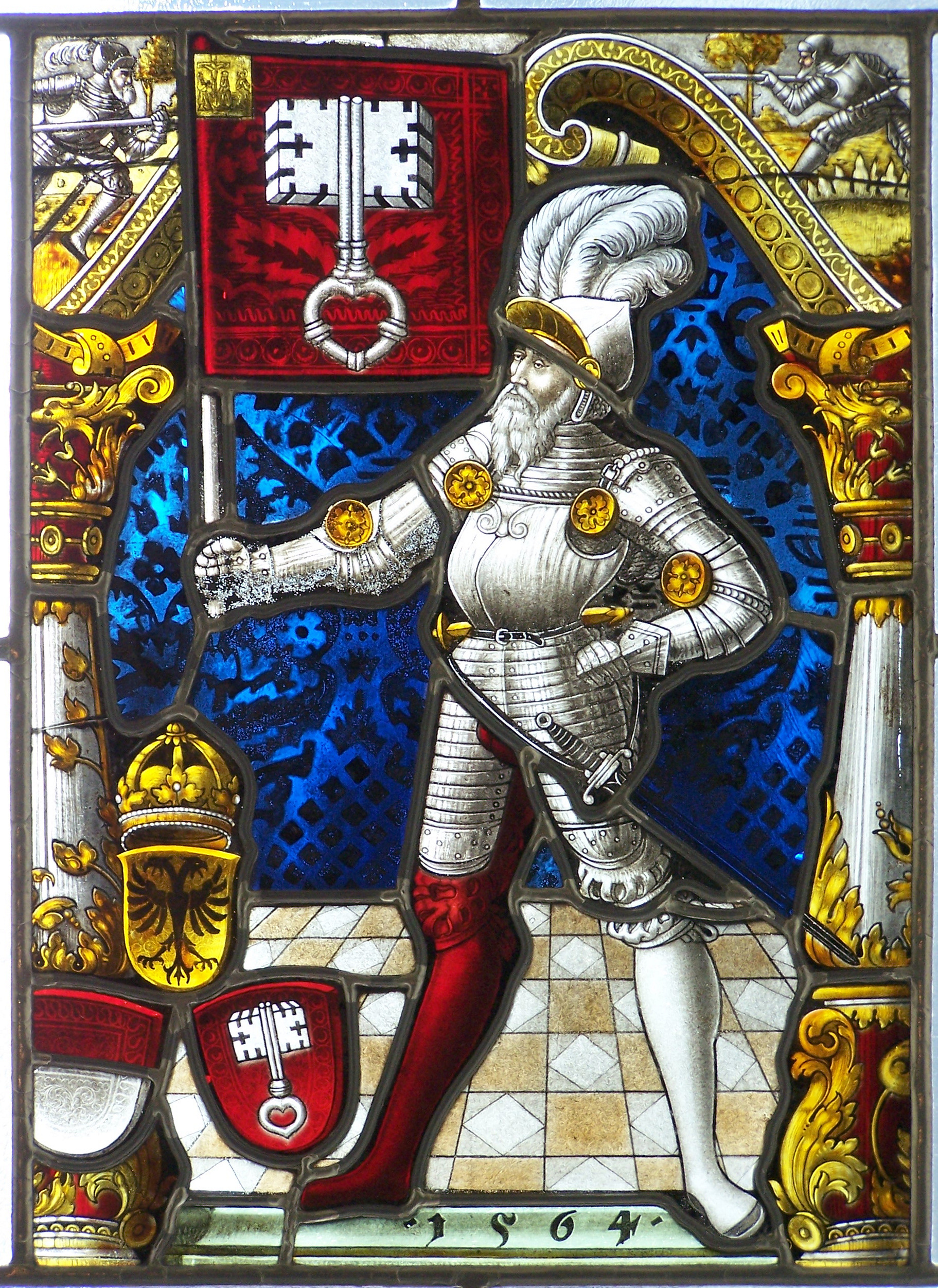
Вітражний приклад стереохроматизму

Стереохроматизм (англ. Chromostereopsis) — явище, при якому два візуальних об'єкти, що розрізняються домінуючою довжиною хвилі і/або світловою, здаються, що перебувають на різних відстанях від спостерігача.
Стереохроматизм є візуальною ілюзією, в результаті чого враження тривимірного простору передаються в двовимірних кольорових зображеннях, як правило, червоно-сині або червоно-зелені кольори, але також можуть сприйматися з червоно-сірими або синьо-сірими зображеннями
Такі ілюзії були зареєстровані протягом більш як століття і, як правило, були віднесені до певної форми хроматичної аберації.
Розрізняють також Стереохроматизм мінералів — колір мінералів, обумовлений їх внутрішніми властивостями.
Типовий приклад стереохроматизму мінералів — колір лазуриту — невдалий, оскільки колір пов'язаний тут з наявністю сірки, частково вибитої з вузлів решітки.